# Dansk Melodi Grand Prix 1989
El XXII Dansk Melodi Grand Prix se celebró en el Bella Center de Ørestad el 25 de marzo de 1989. La elegida para representar a Dinamarca en el Festival de la Canción de Eurovisión 1989 fue Birthe Kjær, quien con la canción Vi maler byen rød hizo que Dinamarca quedase tercera por segunda vez consecutiva en el festival.
En el concurso, presentado por Jarl de Friis-Mikkelsen, participaron 10 canciones, siendo el ganador elegido por nueve jurados regionales. Entre los participantes se encontraban el ganador del Dansk Melodi Grand Prix 1983 Gry Johansen y el ganador de Eurovisión 2000 Jørgen Olsen.

## Resultados
| Nº | Canción                  | Artista                  | Puntos | Posición |
| 1  | Vi maler byen rød        | Birthe Kjær              | 32     | 1        |
| 2  | Kun dig                  | Maria Cecilie Vonsild    | 23     | 5        |
| 3  | Kom i sving              | Lars Fenger              | 8      | 9        |
| 4  | Nu er jeg blot en stemme | Pia Cohn                 | 25     | 4        |
| 5  | Du og jeg                | Snapshots                | 10     | 8        |
| 6  | Sommerregn               | Keld Heick & Hilda Heick | 11     | 7        |
| 7  | Landet Camelot           | Lecia Jønsson            | 30     | 2        |
| 8  | Endnu en nat             | Gry Johansen             | 22     | 6        |
| 9  | Lyset bryder frem        | Peter Belli              | 0      | 10       |
| 10 | Fugle                    | Jørgen Olsen             | 28     | 3        |

## Dinamarca en Eurovisión 1989
En el festival, Kjær actuó duodécima, siguiendo a Luxemburgo y precediendo a Austria. Vi maler byen rød recibió 111 puntos (incluyendo los 12 máximos de Finlandia, los Países Bajos y Suecia), dejando a Dinamarca tercera de 22 países, la segunda tercera posición consecutiva del país. El jurado danés dio sus 12 puntos a Suecia.